# Lorenzo Vázquez
Lorenzo Vázquez är en ort i Mexiko.   Den ligger i kommunen Tlaquiltenango och delstaten Morelos, i den sydöstra delen av landet, 100 km söder om huvudstaden Mexico City. Lorenzo Vázquez ligger 896 meter över havet och antalet invånare är 785.
Terrängen runt Lorenzo Vázquez är huvudsakligen kuperad. Lorenzo Vázquez ligger nere i en dal. Runt Lorenzo Vázquez är det ganska tätbefolkat, med 149 invånare per kvadratkilometer. Närmaste större samhälle är Zacatepec, 15,3 km nordväst om Lorenzo Vázquez. I omgivningarna runt Lorenzo Vázquez växer huvudsakligen savannskog.